# Dooabia
Dooabia is een geslacht van vlinders van de familie spanners (Geometridae), uit de onderfamilie Geometrinae.

## Soorten
- D. ambigua Yazaki, 1986
- D. argomma Prout, 1932
- D. lunifera Moore, 1888
- D. plana Prout, 1916
- D. puncticostata Prout, 1923
- D. viridata Moore, 1867